# Вулиця Тарнавського (Івано-Франківськ)
Вулиця генерала Тарнавського — вулиця в Івано-Франківську, що веде від вул. Василіянок у бік залізниці. Знаходиться на півночі центральної частини міста.
Створена в 1890-х роках. Першу назву вулиця отримала 25 травня 1899 року на честь польського поета Ю. Словацького.
Інтенсивна забудова вулиці розпочалася в 1900 році. Це була виключно житлова забудова,— навіть магазинів тут не було. Населяли її заможні мешканці, виключно поляки та українці, попри багатонаціональний склад міста на той час. Парна сторона забудовувалася двоповерховими будівлями, непарна,— ліва дещо скромнішими одноповерховими.
В радянські часи була перейменована на В. Маяковського, а від 1993 р. вулиця носить теперішню назву — Тарнавського.

## Будівлі
№ 1.
Кам'яниця Адольфа Шуберта (Івано-Франківськ).
№ 4.
(1893). Житловий будинок споруджений торговцем Давидом Рубіном в архітектурному стилі сецесії. Над вхідними дверима знаходиться його фамільний герб із двома великими літерами «ДР». Фасад кам'яниці прикрашають ліпні змії (у євреїв символ мудрості). Наприкінці першого десятиліття XXI ст. новий власник будинку встановив у під'їзді ковані двері, також, із зображенням змії.
№ 6.
Івано-Франківська обласна стоматологічна поліклініка.
№ 12.
Залізнична лікарня.
№ 16.
Дитячий садок «Колобок».
№ 22.
Музей визвольних змагань Прикарпатського краю.
№ 34.
(1902). Належав українській патріотичній родині Девоссерів. Тут 30 листопада 1968 р. владика Іван Слезюк хіротонізував на єпископа о. Софрона.

## Галерея

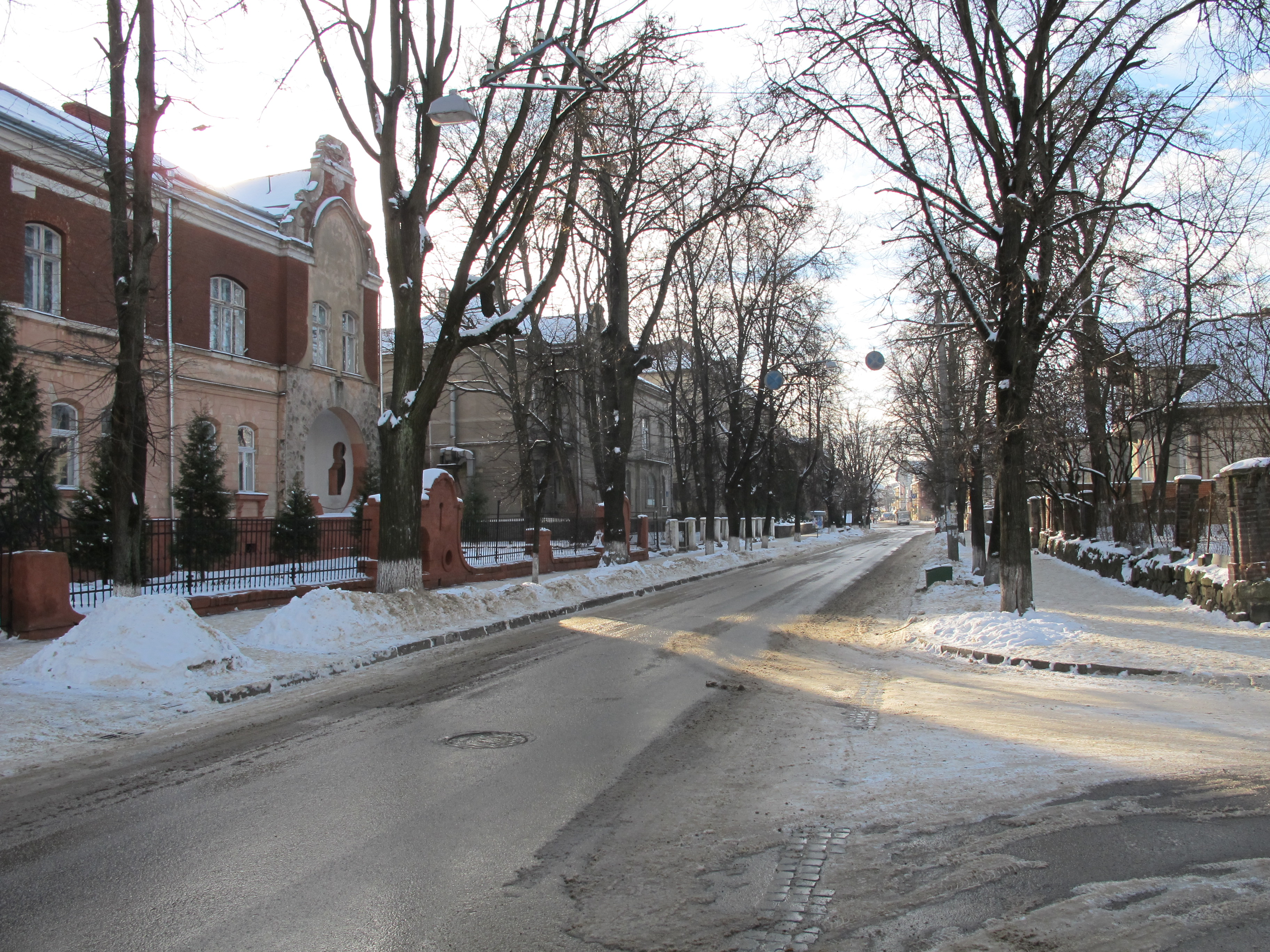
На розі із вулицею  Героїв Маріуполя (в бік вул. Дністровської)
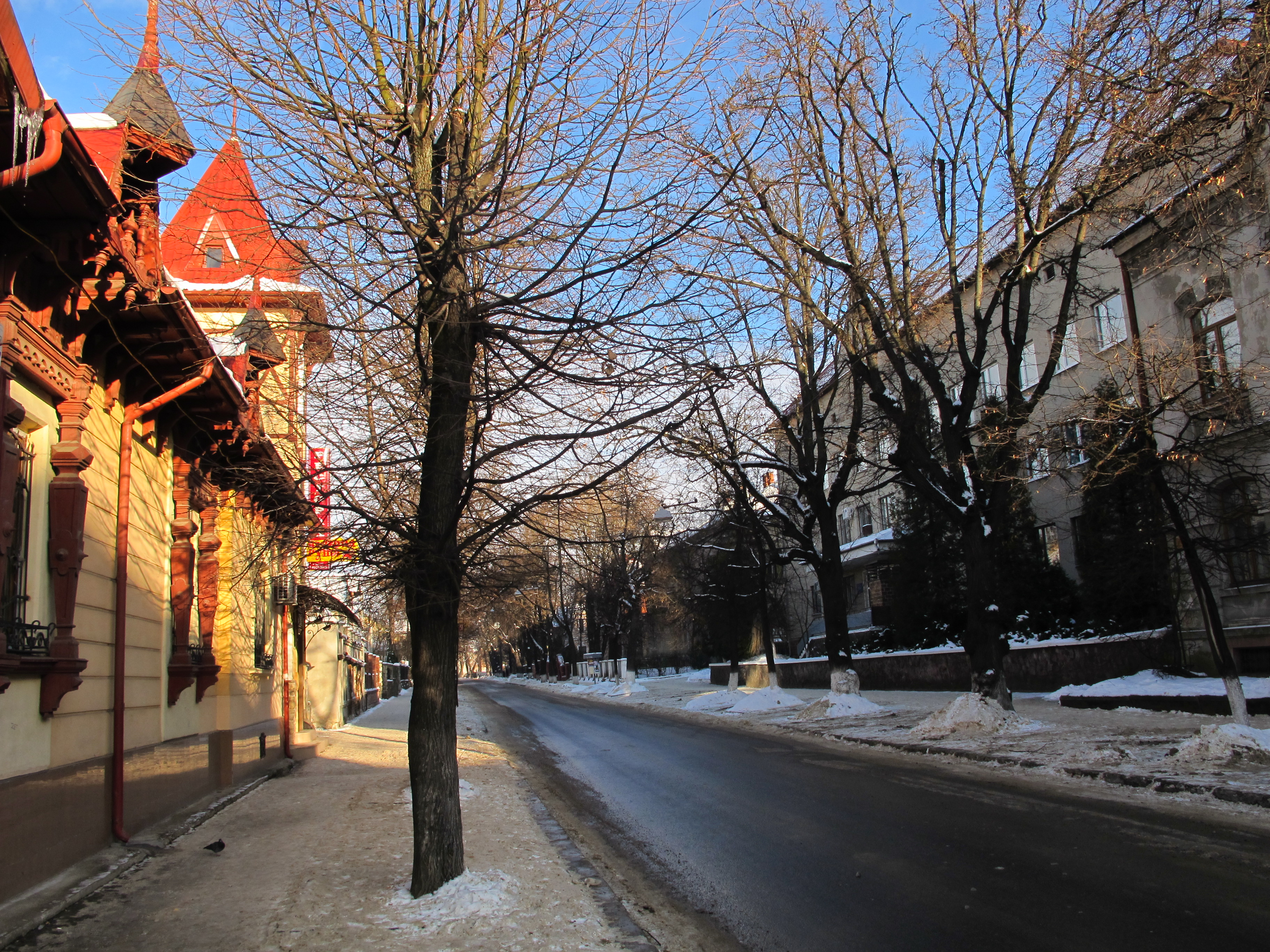
На початку вулиці
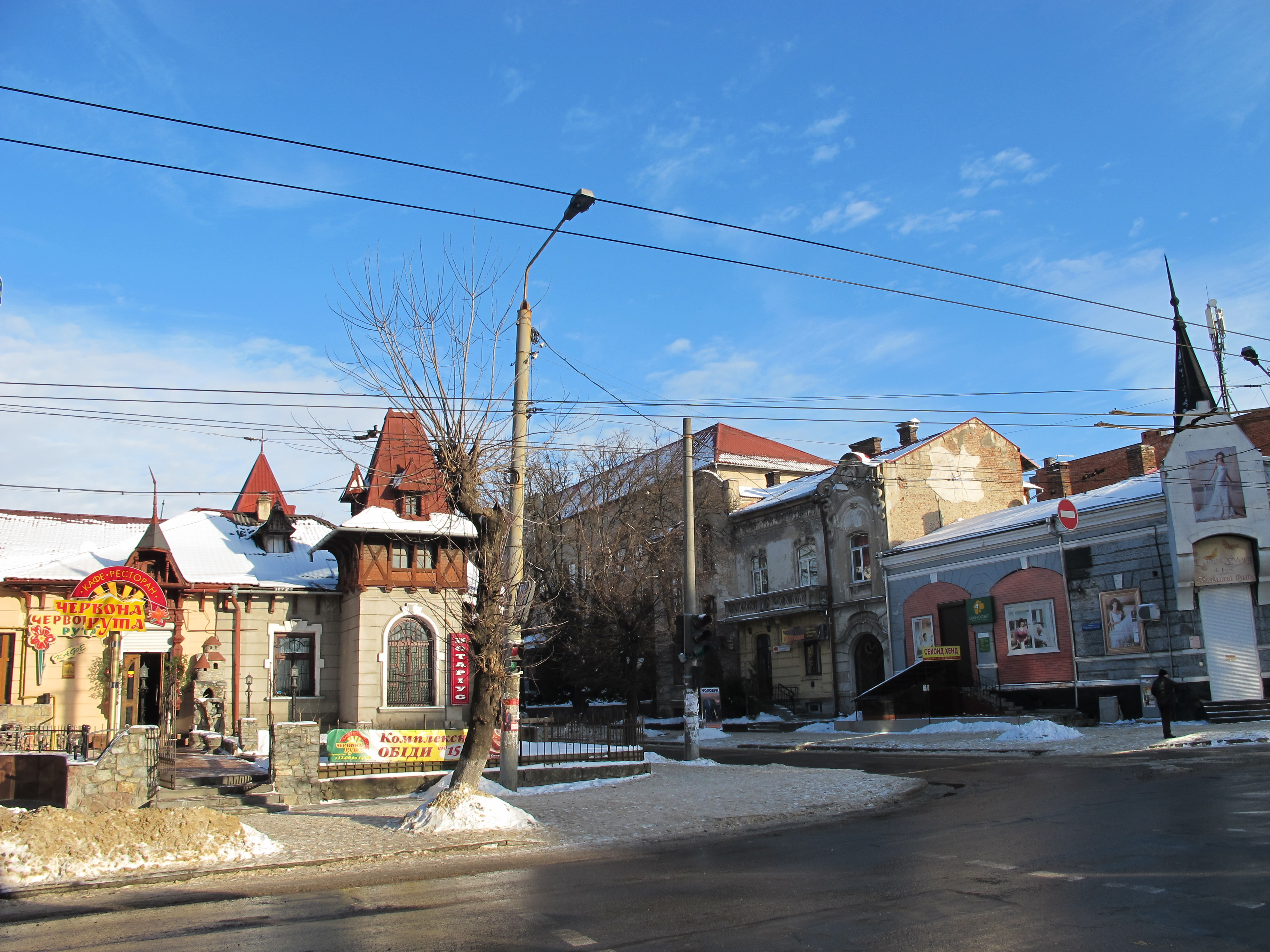
Вигляд на початок вулиці (із сторони Василіянок)(зліва: буд.№ 1, справа: буд.№ 2, 4, 6)
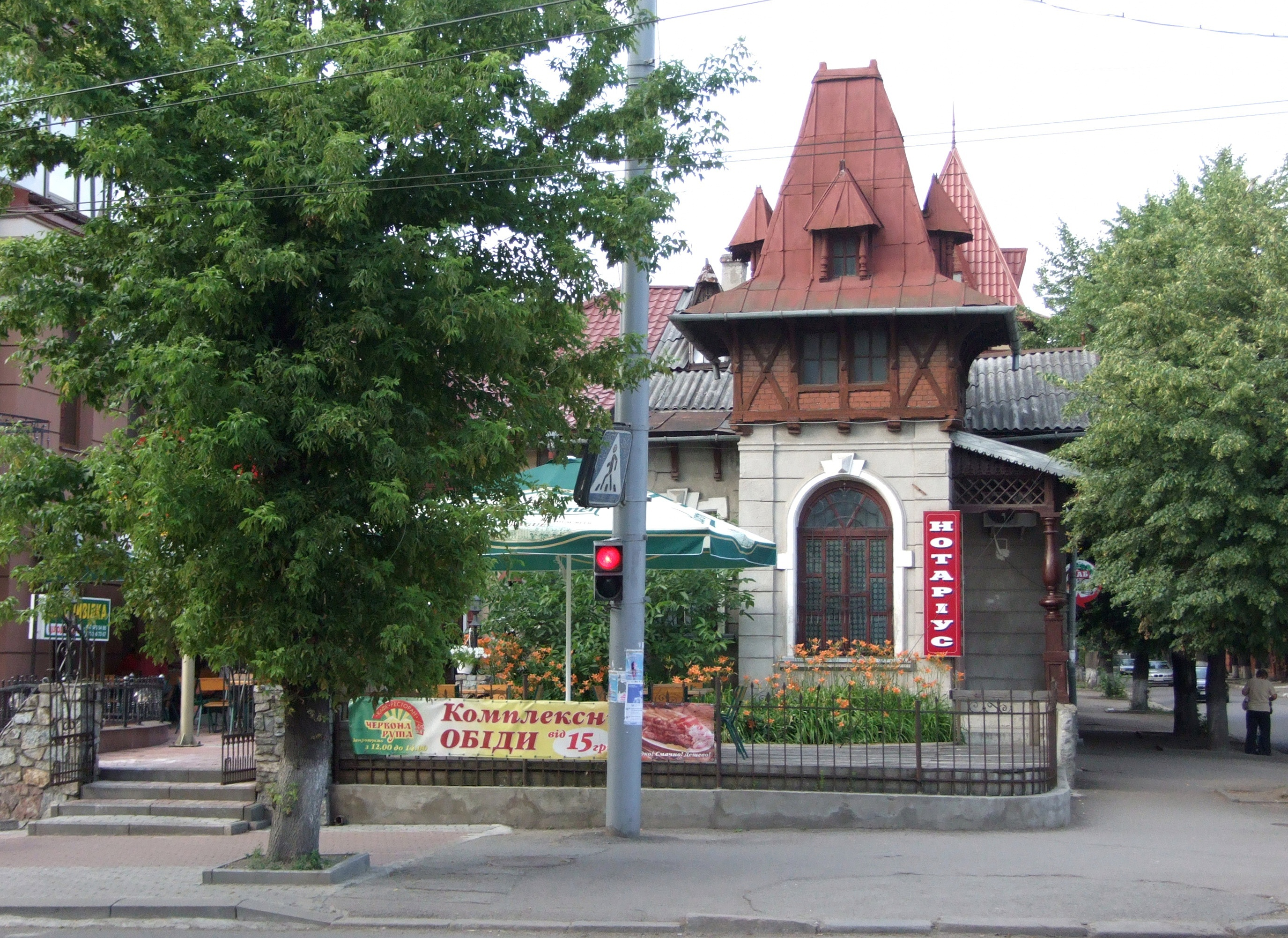
Будинок №1, кам'яниця Адольфа Шуберта
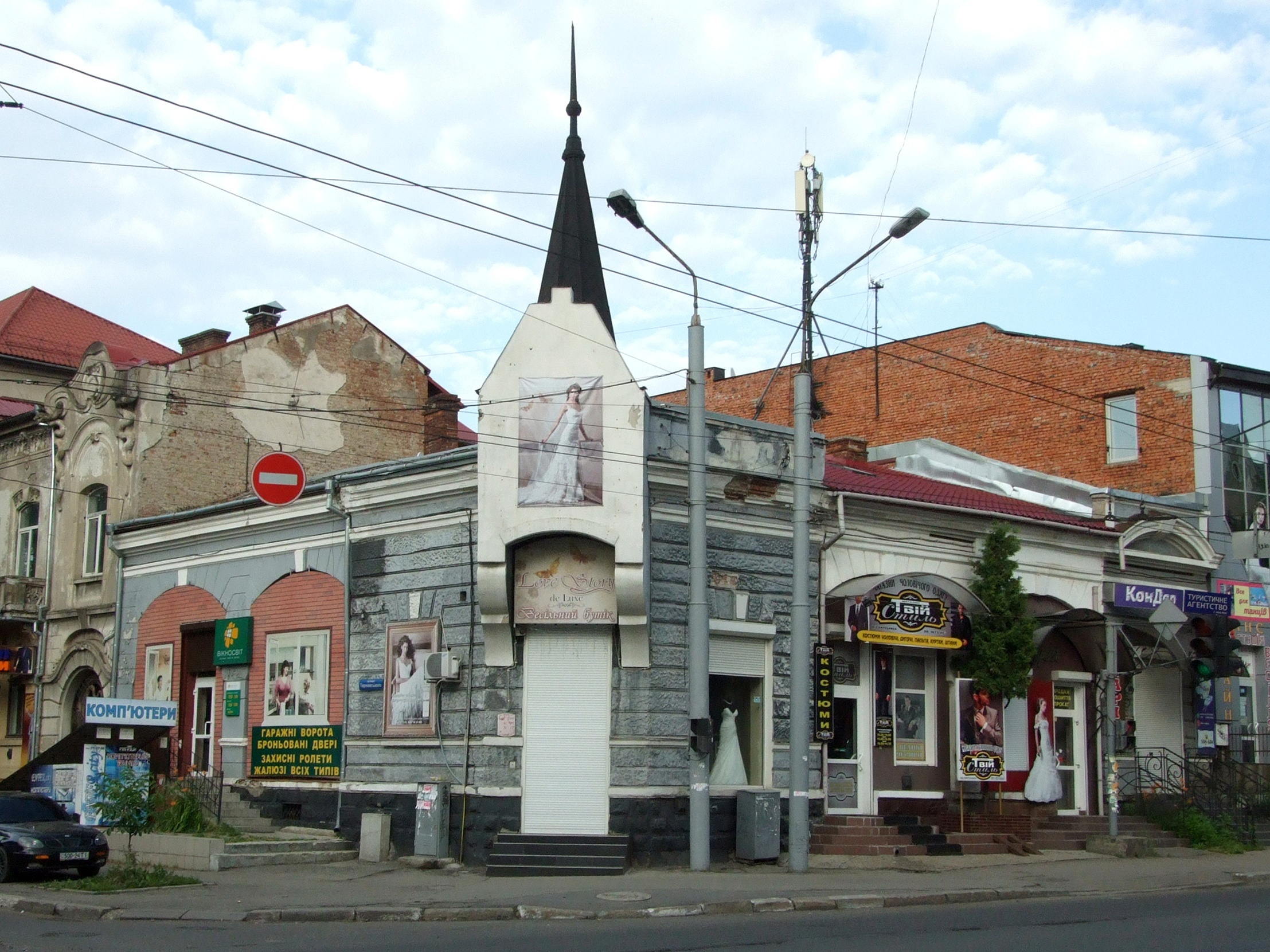
Будинок №2
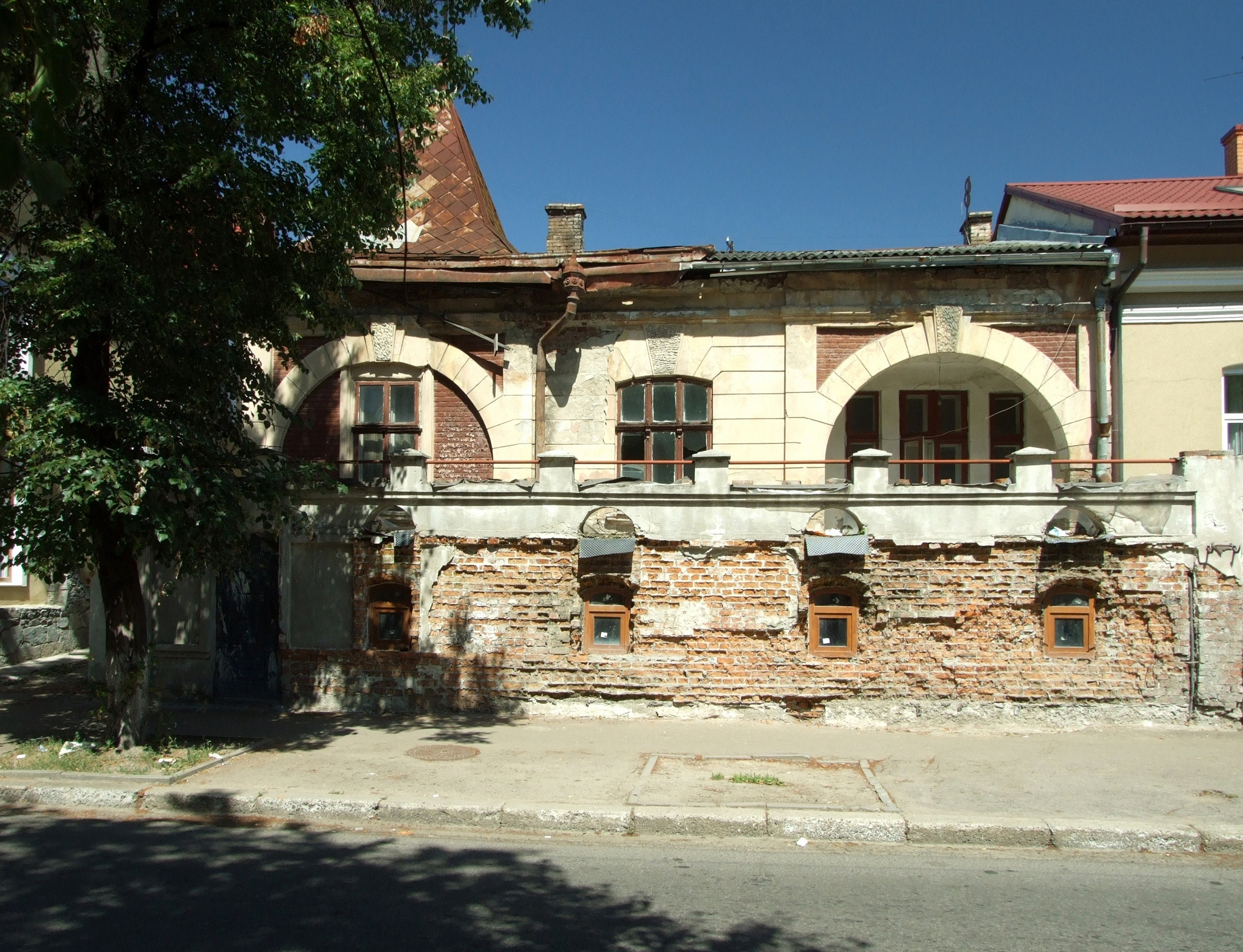
Будинок №3
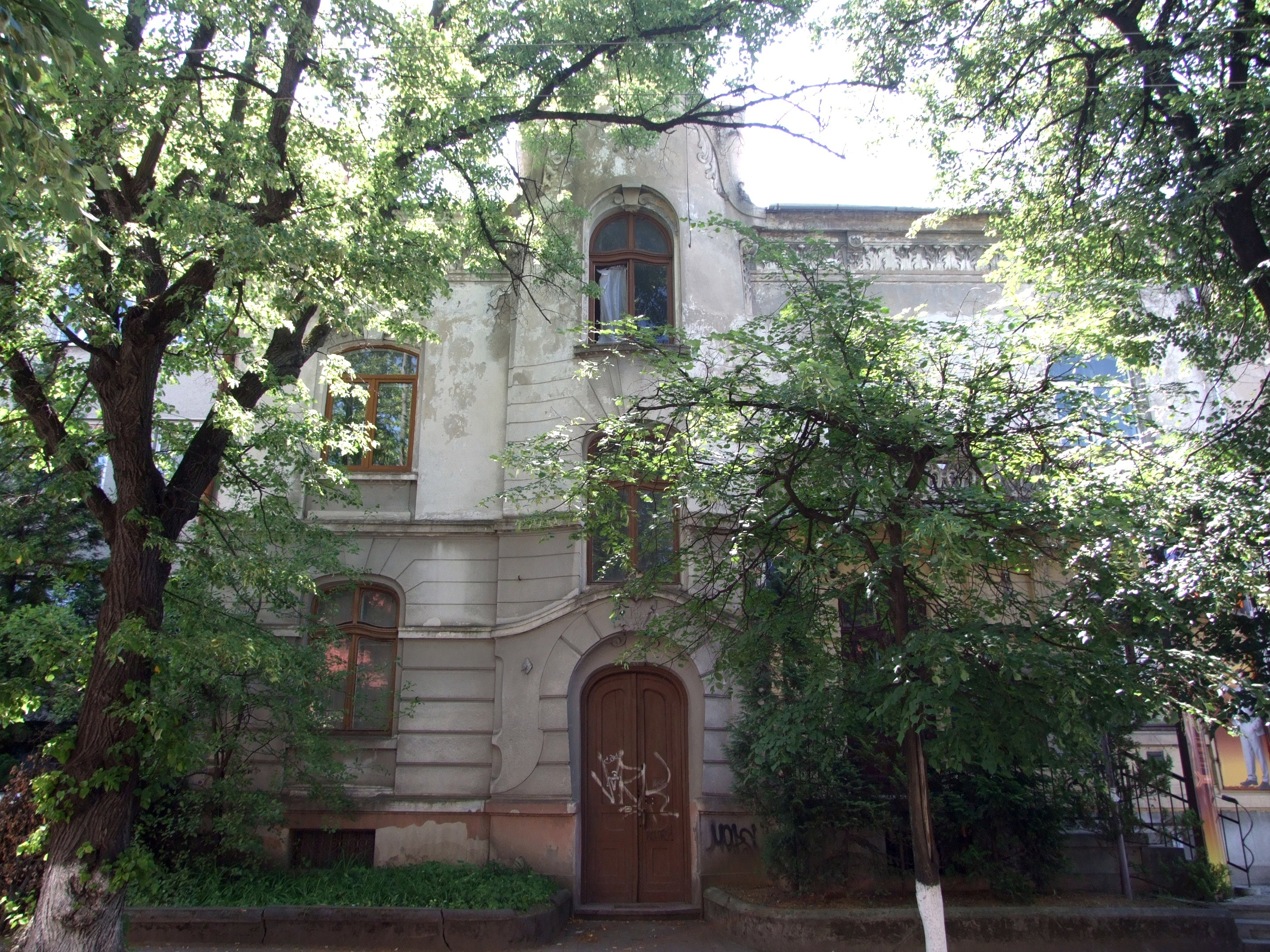
Будинок №4
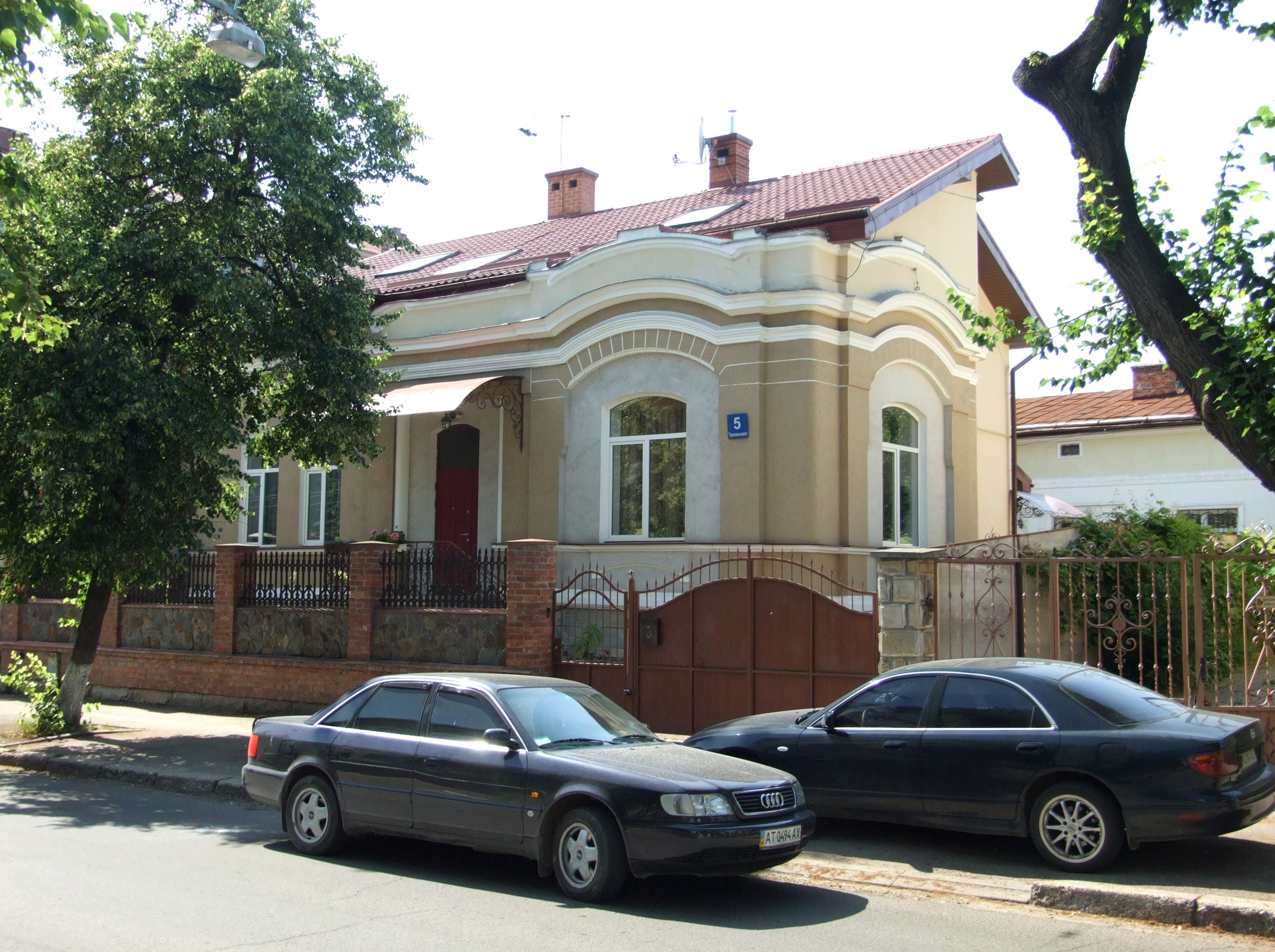
Будинок №5
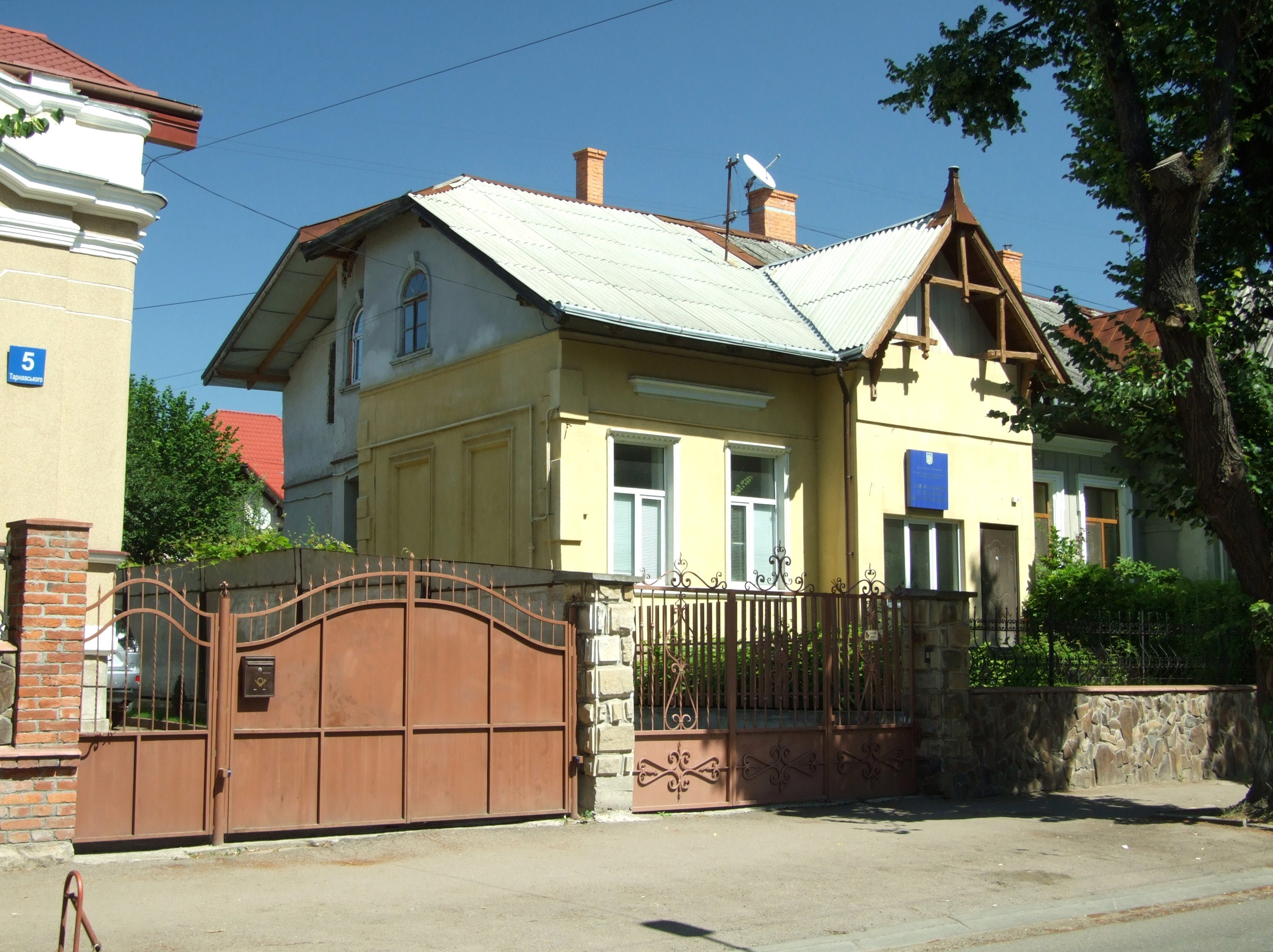
Будинок №7
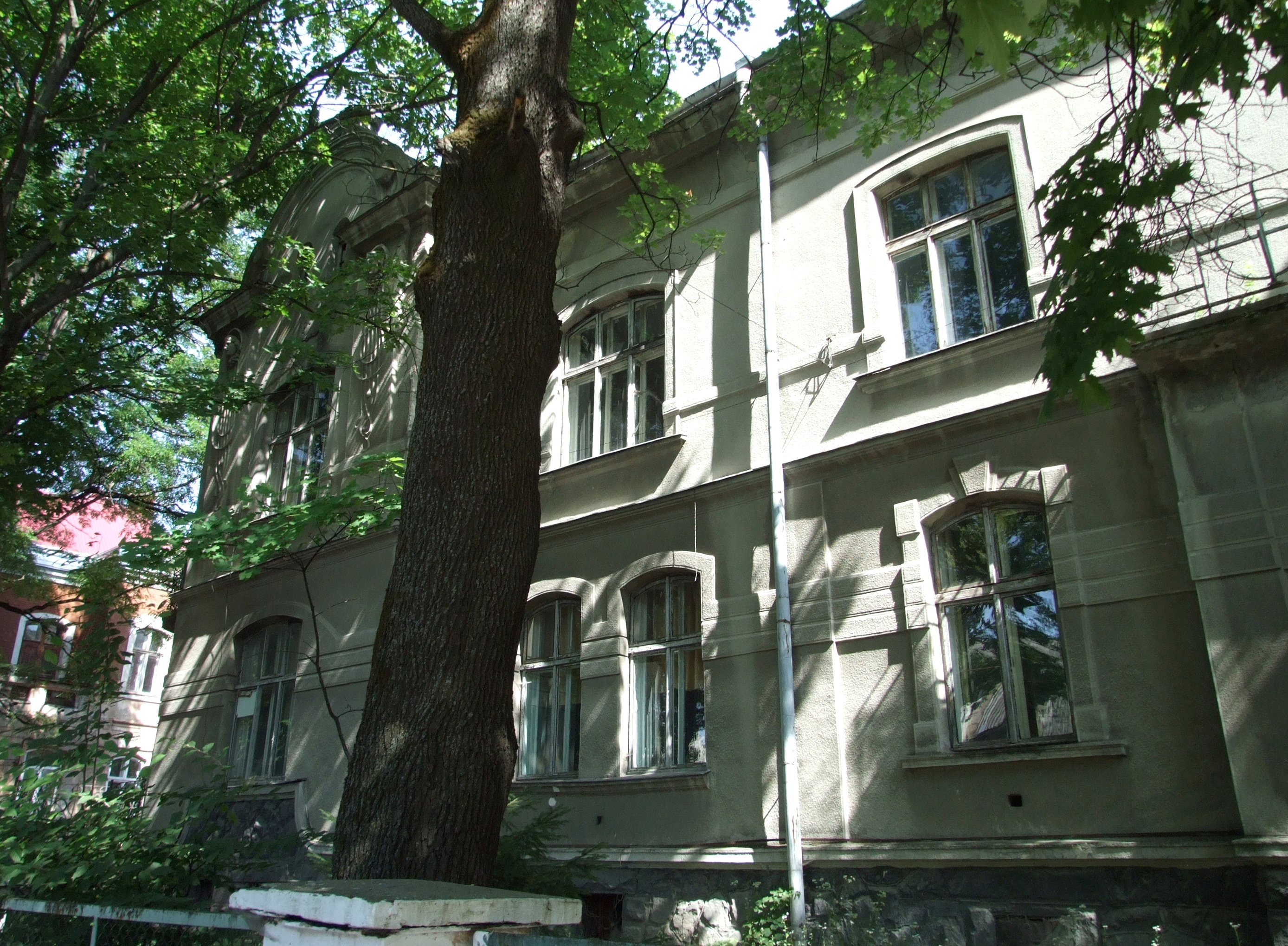
Будинок №12, залізнична лікарня
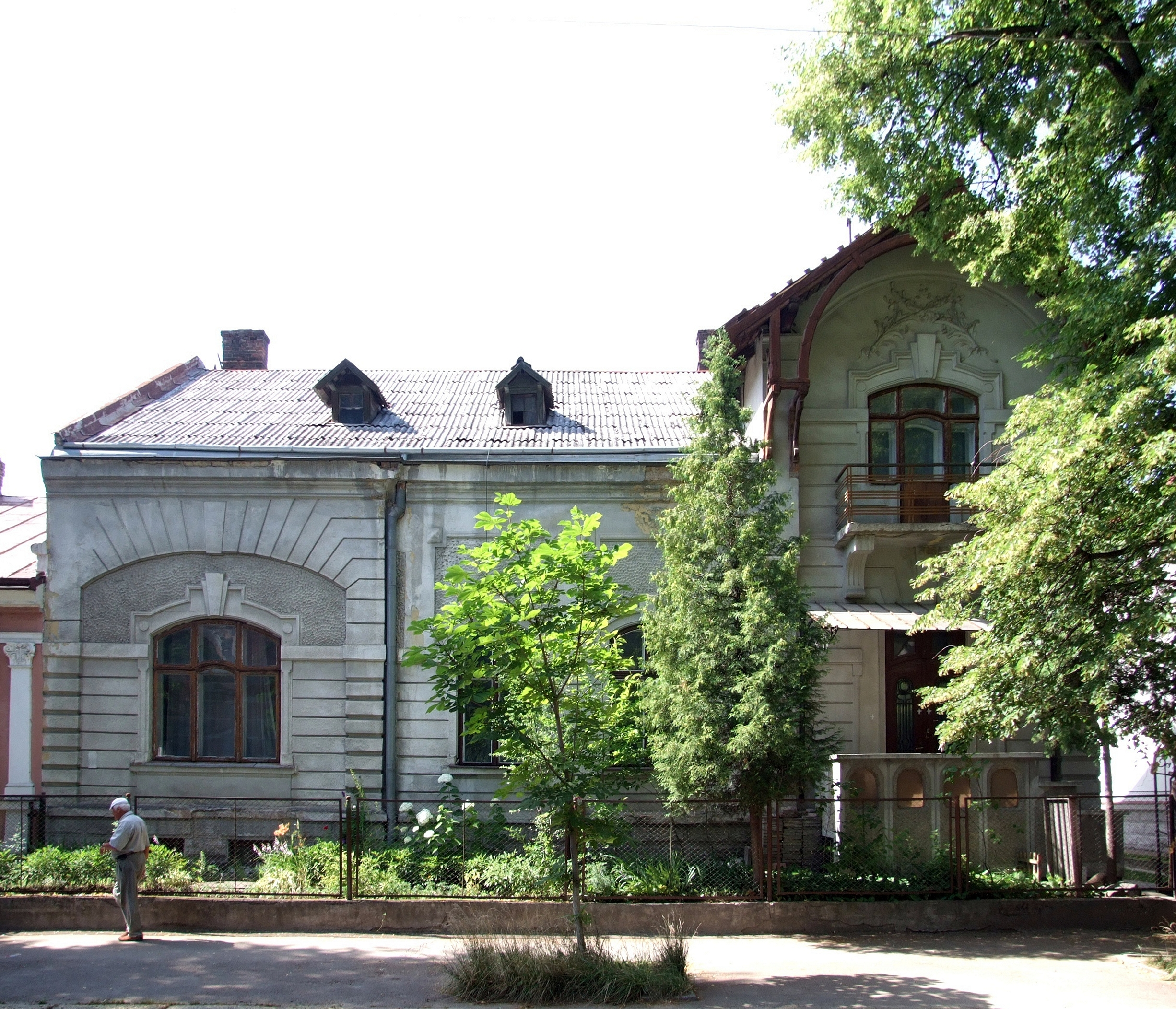
Будинок №15
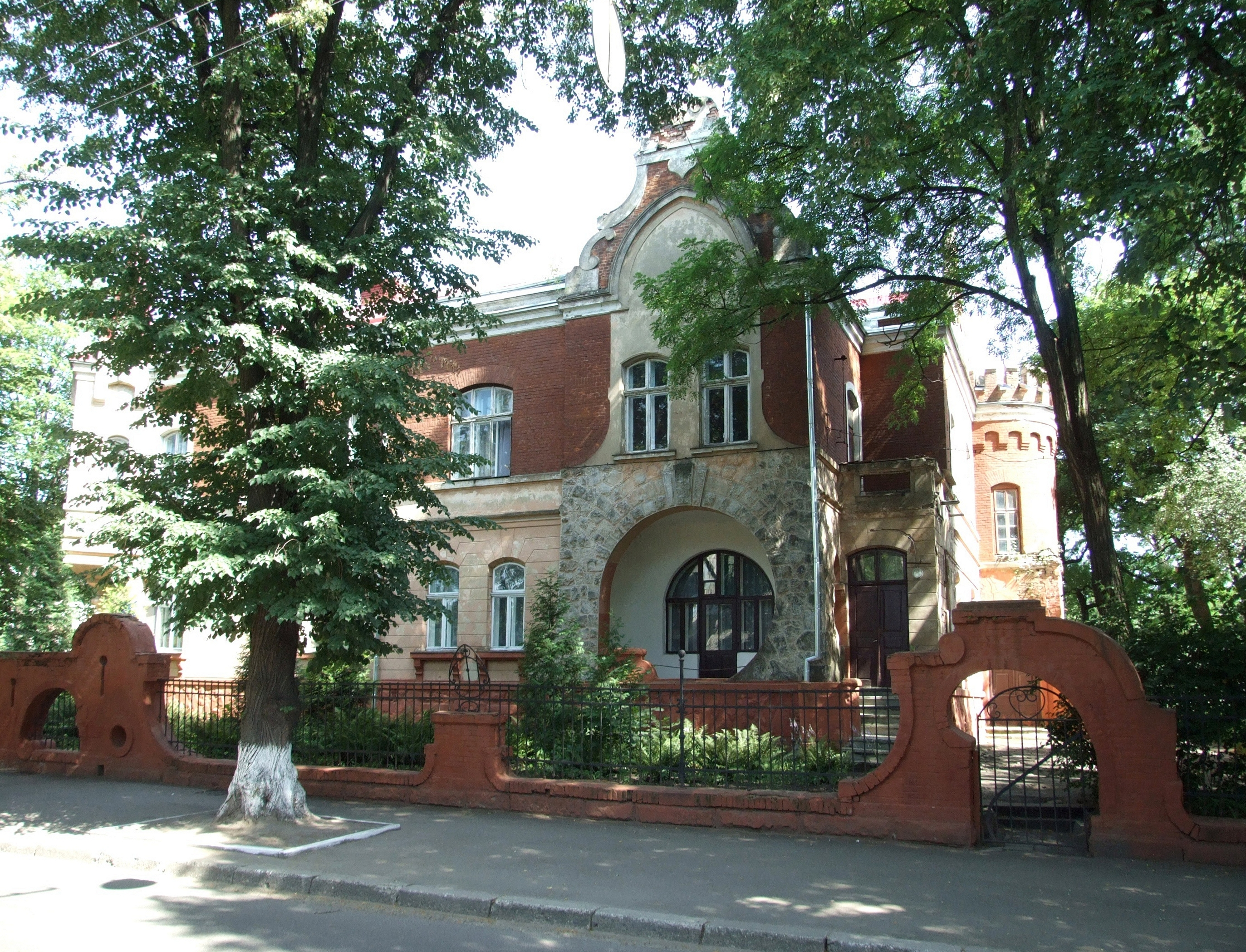
Будинок №16, дитячий садок «Колобок»
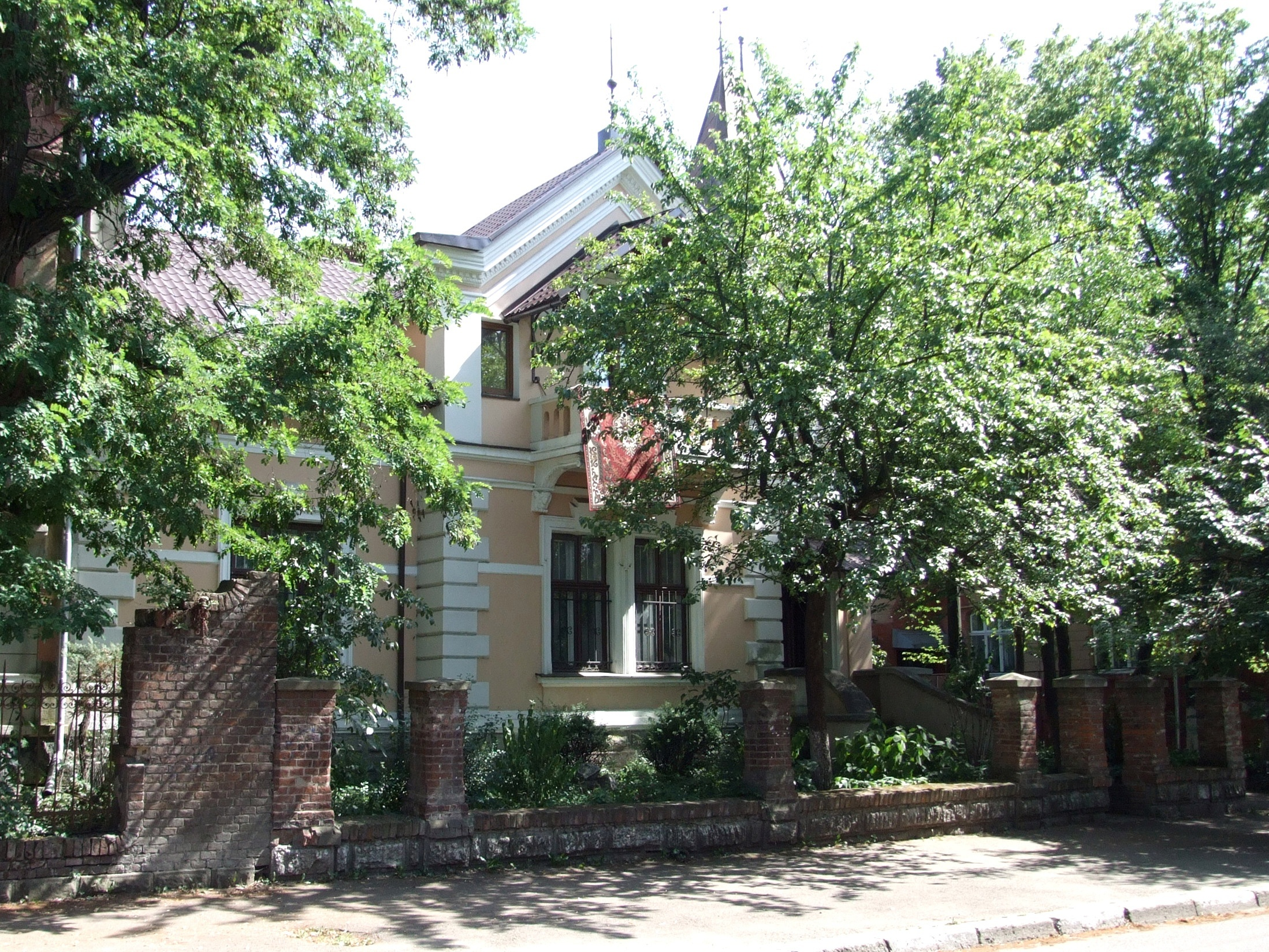
Будинок №18
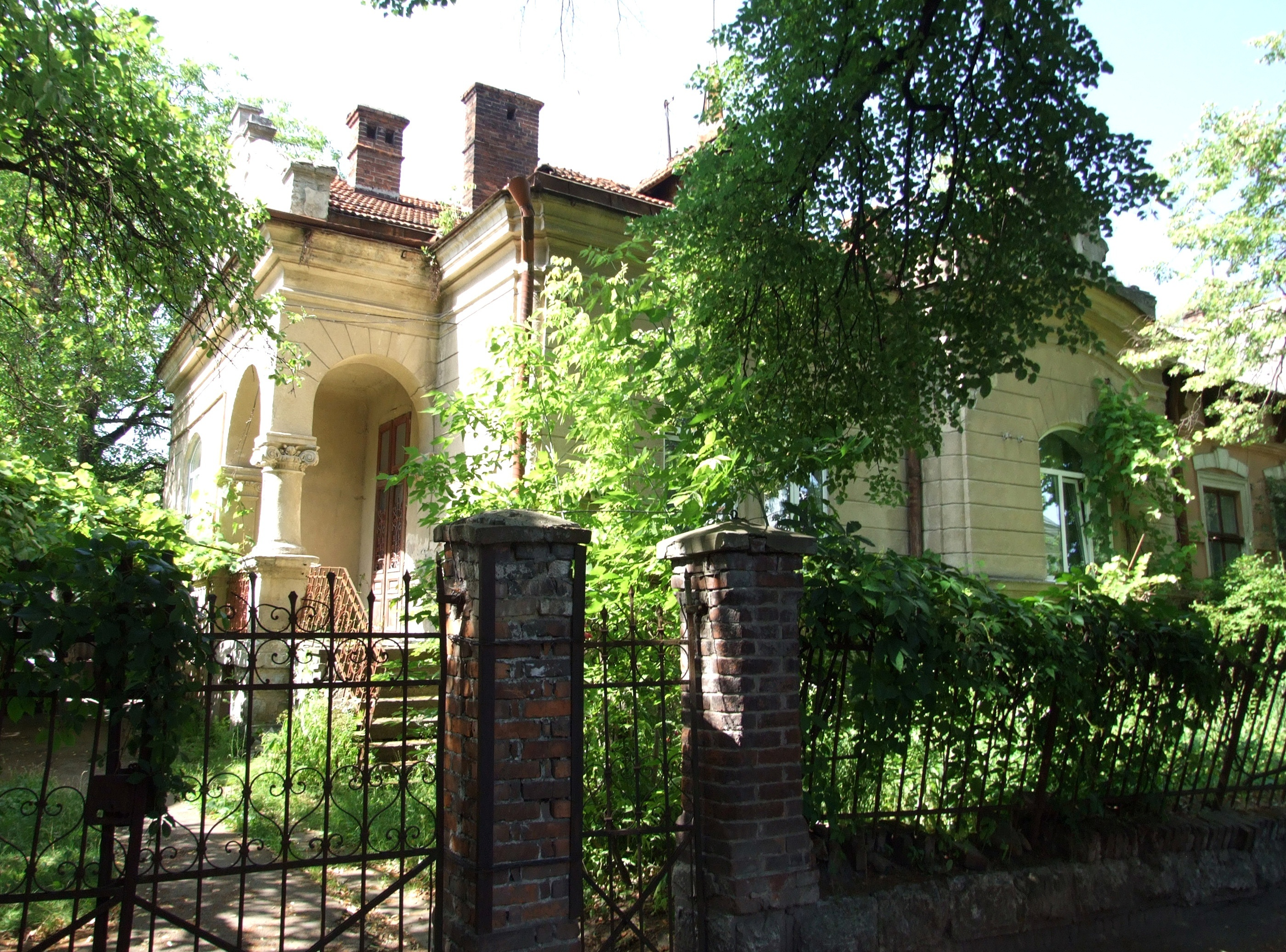
Будинок №19
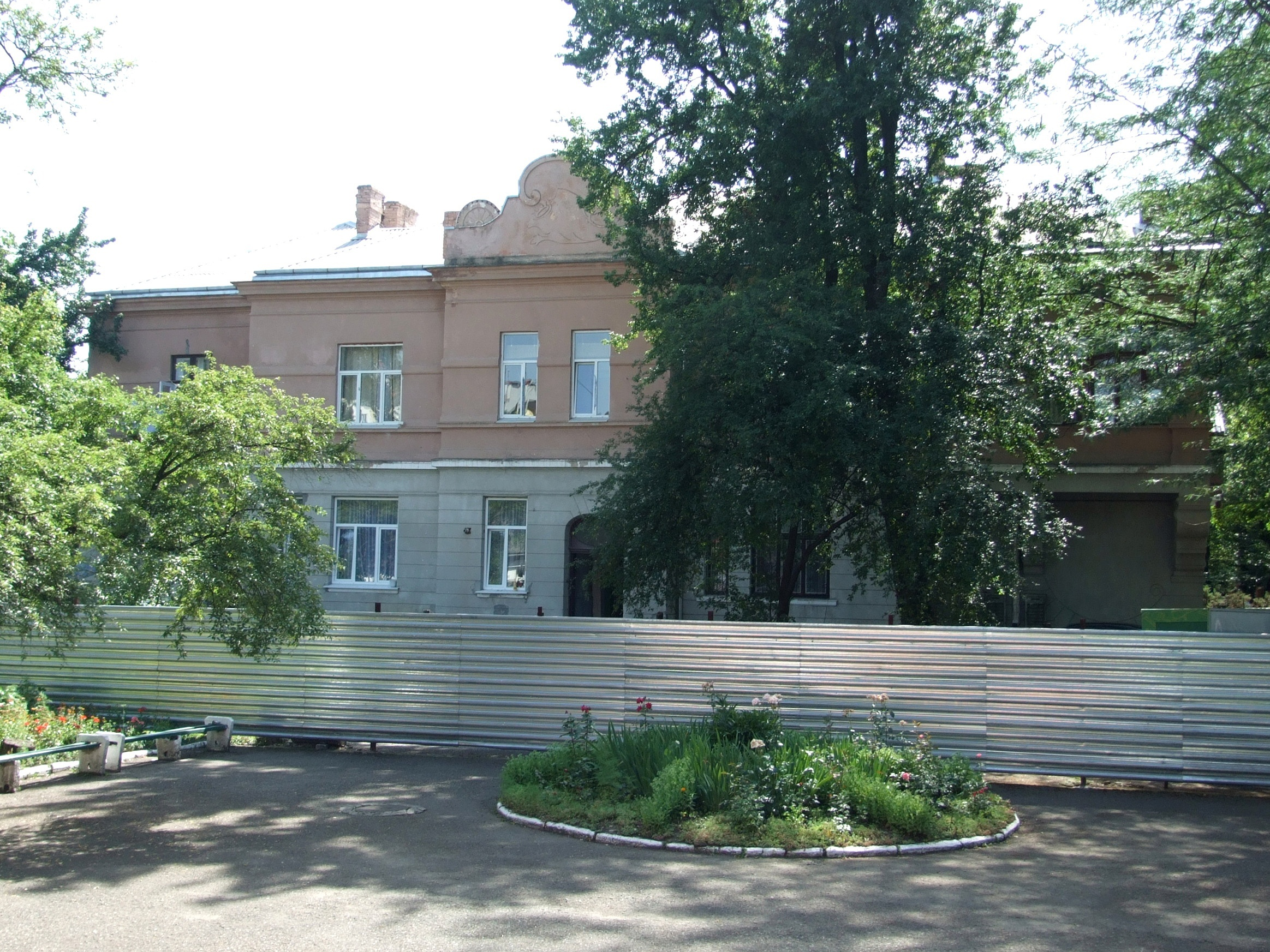
Будинок №20
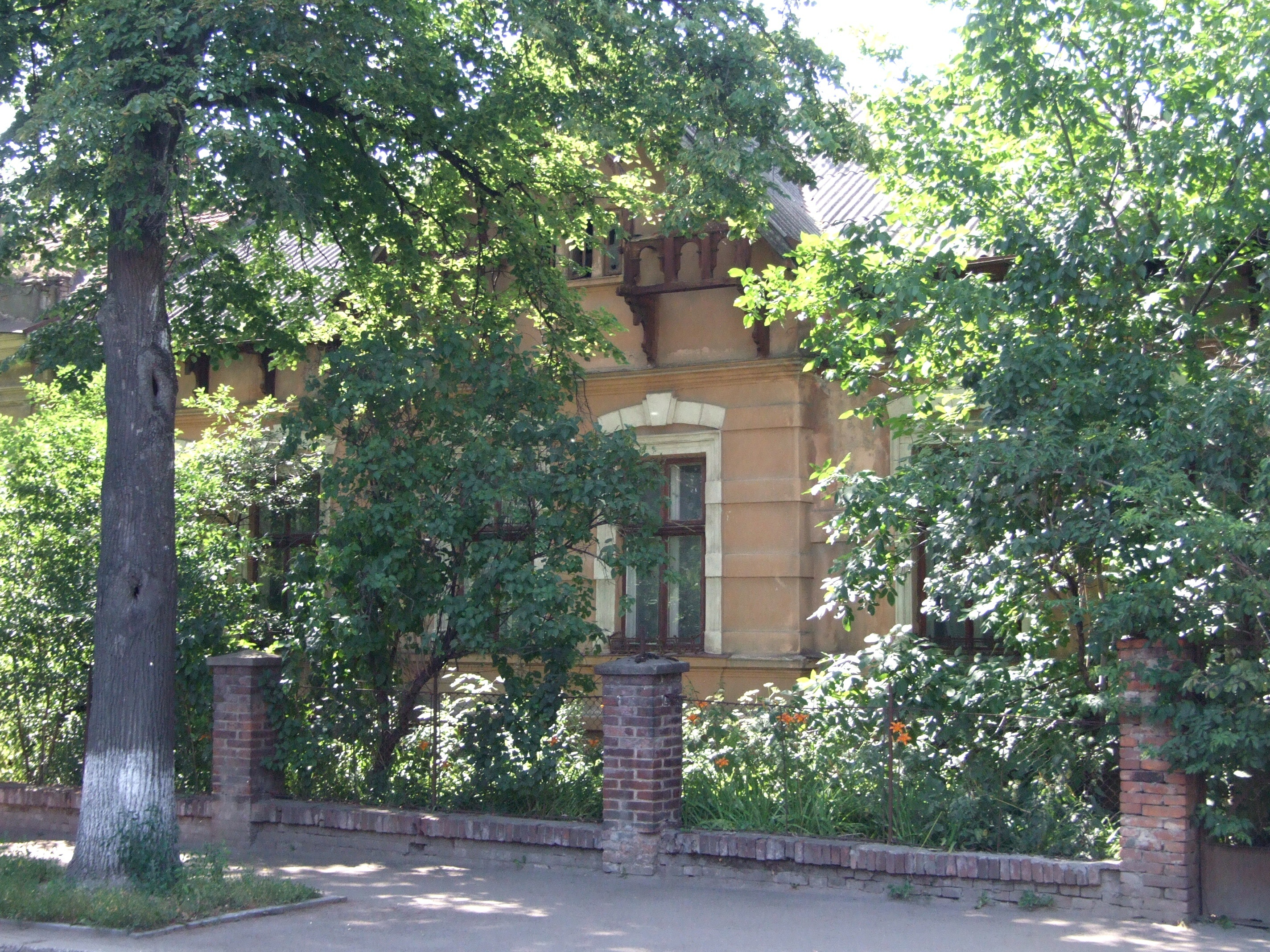
Будинок №21
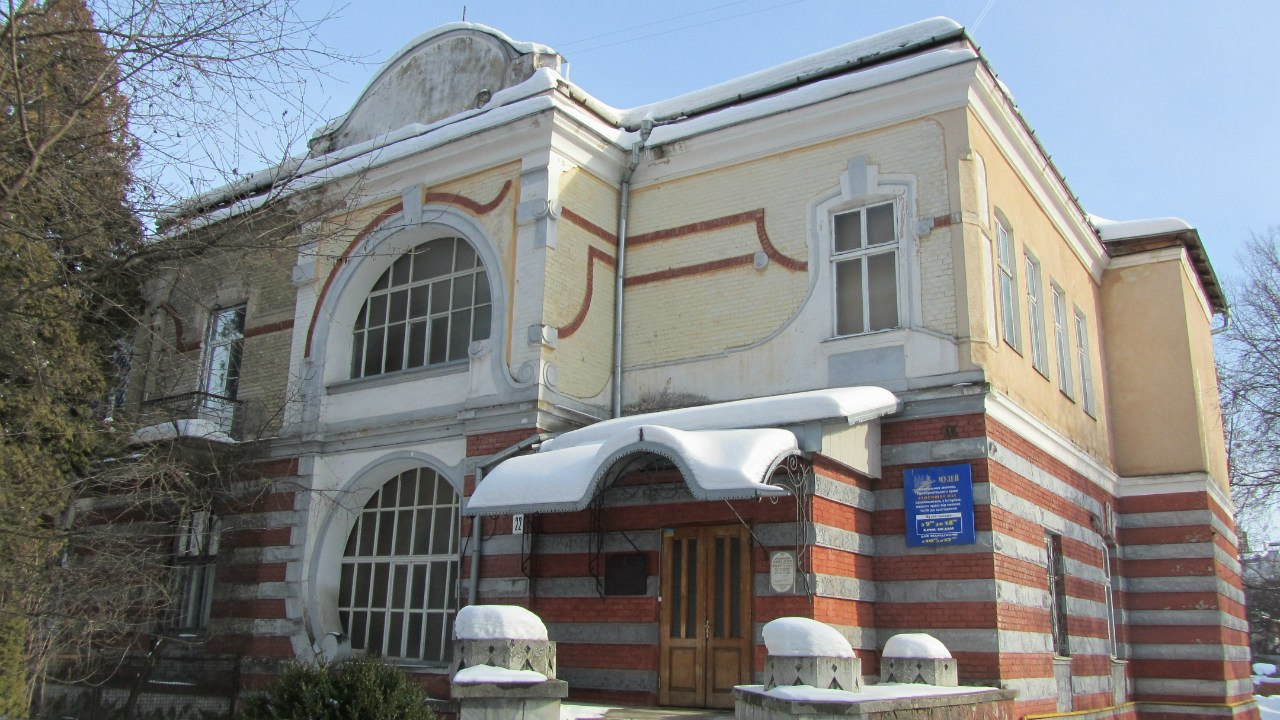
Будинок №22, музей визвольних змагань Прикарпатського краю